# Ascum
Ascum (altgriechisch Ασκούμ) war ein spätantiker Heermeister (magister militum) des Oströmischen Reiches, der in der Zeit Justinians I. diente (Regentschaft 527–565). Er war der Präfekt der Prätorianerpräfektur von Illyricum. Sein Name wird von Johannes Malalas überliefert. Sowohl Theophanes und Georgios Kedrenos geben seinen Namen als Ακούμ (Acum) wieder.

## Biografie
Ascum war hunnischer Herkunft und ein Patenkind von Justinian. Moderne Historiker halten es für möglich, dass die in den Quellen beschriebenen „Hunen“ in Wahrheit Bulgaren waren. Patrick Amory hält  den Namen Ascum für Germanisch. Ascum erscheint erstmals 528 im Rang eines Stratelates von Illyricum (altgriechisch ὁ τοῦ 'Ιλλυρικοῦ στρατηλάτης). Das lateinische Äquivalent des Titels wäre magister militum per Illyricum.
Im Jahr 528 verband Ascum seine Truppen mit Constantiolus und Godilas um eine Invasionsarmee von Bulgaren abzufangen. Nach der Durchquerung der Provinzen Scythia Minor und Moesia Secunda plünderten die Invasoren zu diesem Zeitpunkt Thrakien. Die oströmische Armee besiegte einen Teil dieser Invasoren.
Kurz nach ihrem Sieg wurden die Oströmer von einer zweiten Gruppe der Invasoren überfallen und zerstreut. Ascum und Constantiolus wurden in diesem Gefecht gefangen genommen. Während Constantiolus gegen Lösegeld freigelassen wurde, wurde Ascum „in Gefangenschaft verschleppt“. Er wird nicht wieder in den Quellen erwähnt und sein weiteres Schicksal bleibt ungewiss.